# اتور پانیتزا
اتور پانیتزا (انگلیسی: Ettore Panizza; ۱۲ اوت ۱۸۷۵ – ۲۸ نوامبر ۱۹۶۷) آهنگساز، و رهبر موسیقی اهل آرژانتین بود.
او یکی از برجسته‌ترین رهبران ارکستر اوایل قرن بیستم بود. پانیتزا مهارت فنی فوق‌العاده‌ای داشت و در زمان خود محبوب و تأثیرگذار بود، و مورد تحسین گسترده ریشارد اشتراوس و جاکومو پوچینی و دیگران قرار گرفت.

## زندگی‌نامه
پانیتزا در بوئنوس آیرس از والدینی ایتالیایی متولد شد. نام اصلی او هکتور پانیتزا بود، اما در طول دوران حرفه‌ای‌اش به نام اتور شناخته می‌شد. او ابتدا نزد پدرش که نوازنده ویولنسل در تئاتر کولون قدیمی بود، آموزش دید و سپس در میلان به تحصیل ادامه داد. پانیتزا نخستین اجرای خود را به‌عنوان دستیار رهبر ارکستر در اپرای رم در سال ۱۸۹۷ انجام داد.